# Petersius conserialis
Petersius conserialis là một loài cá thuộc họ Alestiidae, và là loài duy nhất thuộc chi Petersius. Nó là loài đặc hữu của Tanzania. Môi trường sống tự nhiên của nó là các con sông.